# Quercia delle Checche
La quercia delle Checche è un albero monumentale situato in Val d'Orcia, località Le Checche, nel comune di Pienza in provincia di Siena. Si tratta di un esemplare di rovere (Quercus petraea).

La cecca, o checca, è il nome con la quale in Toscana si indica la gazza.
Il possente albero vanta un'età approssimativa di quasi 300 anni. Esso presenta un'altezza di 19 metri, un tronco dal perimetro di circa 4,90 metri e una chioma di oltre 34 metri di diametro.
Nel giugno del 2017 la quercia delle Checche ha ottenuto il riconoscimento MiBACT: è il primo monumento verde d'Italia.

## Storia della Quercia delle Checche e dell'Associazione OPERA Val d'Orcia
La storia della Quercia delle checche ha inizio circa 380 anni fa. Siamo a metà del 1600 e la piana dell'Orcia è ancora coperta di boschi di grandi querce. Il disboscamento pressoché totale avverrà tra fine ottocento e inizi novecento con la realizzazione del tratto della ferrovia Roma-Firenze. Solo poche piante vennero graziate, allo scopo di consentire l'ombra per i contadini, i viandanti e frequentemente gli eserciti, è documentata la sosta dell'esercito napoleonico sotto le fronde della grande quercia. In periodo fascista venne realizzata la "strada della Val d'Orcia" nell'ambito del progetto di bonifica agraria della valle, e anche in quella occasione la Quercia delle Checche venne preservata facendo passare la strada accanto. A inizio anni '50 fu il Marchese Antonio Origo a salvare espressamente la querciona o il quercione come tutti la chiamavano in Val d'Orcia da un ultimo nefasto intervento sulle ultime querce secolari della piana dell'Orcia, chiedendo l'intervento del Prefetto perché non fosse tagliata. 
Trascorrono i decenni e la quercia diviene sempre più maestosa e sempre maggiore è l'attaccamento della gente della valle che la sente appartenere alle radici stesse di questa terra, vi si fermano i cortei matrimoniali che transitano da un podere all'altro, diventa luogo di scambio di informazioni e vedetta per i partigiani, vi si incontrano le coppie per giurarsi amore eterno e un pellegrinaggio continuo di persone che giungono da lei anche solo per abbracciarla, parlarle, ascoltarla. Tante, tantissime le testimonianze raccolte in tal senso dall'Associazione Opera Val d'Orcia e finalizzate alla realizzazione della grande opera monografica sulla Querciona, insieme a foto, passate e presenti, poesie, racconti. 
Tutto procede senza grandi problemi fino al 15 agosto del 2014. Nelle notti delle settimane precedenti erano stati visti gruppi di giovani arrampicarsi sulle enormi branche orizzontali che quasi toccavano terra, impegnati in scalate collettive. E fu così nel pomeriggio di ferragosto del 2014 crollò la prima grande branca di oltre 22 m, trascinando con sé tanti rami ad essa intersecati. A seguito di questo gravissimo episodio partì immediatamente una forte e partecipata mobilitazione popolare e la costituzione del gruppo spontaneo SOS Quercia delle Checche che su Facebook raggiunse subito migliaia di iscritti. Il comune di Pienza mostrò da subito scarso interesse nei confronti della salvaguardia di quest'albero straordinario, meta di veri e propri pellegrinaggi della gente che viveva quanto accaduto con commozione e dolore. 
Dopo reiterati tentativi di coinvolgimento del comune di Pienza nel processo di salvaguardia da parte dei volontari del gruppo SOS Quercia delle Checche, e dato che nessun intervento veniva messo in opera relativamente all'indispensabile sostegno delle altre grandi branche avendo l'albero perduto il suo naturale equilibrio statico, fu deciso da parte del numerosissimo gruppo dei volontari di bypassare l'inerzia del livello locale e chiedere direttamente un coinvolgimento del Ministero dei Beni Culturali, intuendo che quell’albero magnifico avrebbe dovuto e potuto essere considerato un Monumento Nazionale. È stato così che il gruppo spontaneo si è autotassato, ha creato eventi per coinvolgere i massimi esperti in materia di Monumentali presenti in Italia. Tecnici, agronomi ed esperti che hanno confermato anche al comune il rischio di ulteriori crolli se non si fosse intervenuti rapidamente con sostegni specifici e indicato espressamente la necessità di interventi urgenti, come pacciamature, apporto idrico nei periodi di picchi di calore dato che in quel momento l'albero era in condizione di sofferenza, ma soprattutto interventi per riequilibrare la staticità perduta. La Relazione Zanzi inviata al Comune (che ne aveva peraltro richiesto la redazione) è datata aprile 2015, passano ben due anni e tre mesi e il comune di Pienza non realizza alcun intervento di sostegno! 
SOS Quercia delle Checche nel maggio 2016, unitamente a Italia Nostra Siena, Club UNESCO Siena e Legambiente circolo Terra e Pace, coordina un summit direttamente alla Quercia con la presenza del Sottosegretario del MiBACT Borletti Buitoni, il Prefetto, la Soprintendente, il Corpo forestale dello Stato, esperti, il comune di Pienza (che parteciperà tardivamente per comunicare che le responsabilità non erano loro bensì dei ritardi burocratici…). Tale importantissimo incontro metterà in moto fattivamente il percorso di tutela da parte del Ministero.  I volontari intanto, continuando ad autotassarsi, intervengono sulla manutenzione ordinari dell’area e sul monitoraggio dell'albero seguendo le prescrizioni degli esperti e in costante contatto con Ministero e Soprintendenza di Siena nella figura della Soprintendente Anna Di Bene. 
Nel giugno del 2017 giunge la comunicazione ufficiale che la Quercia delle Checche è divenuta primo Monumento Verde d'Italia, facendo da apripista ad una importantissima rivoluzione culturale che vede considerare come monumenti da proteggere e tutelare non solo le opere dell’uomo ma anche le non meno straordinarie opere della natura. Intanto con comunicazioni e articoli si continua a chiedere l'intervento del comune per realizzare i "sostegni flessibili", ma nulla si muove in tal senso.
Fino alla drammatica notte tra 1 e 2 agosto durante la quale si realizzò il secondo crollo ampiamente annunciato. L'altra grande branca, affascinate per il suo maestoso sviluppo orizzontale, crollò al suolo, privando l’albero di un terzo del suo volume. 
Il resto è storia recente e aimè tristissima, fatta dei soliti scarica barile di chi aveva il compito istituzionale di preservare e non lo ha fatto, arrivando ad attribuire la responsabilità del crollo non alla mancanza di sostegni (come tutti gli esperti anche successivamente hanno confermato) bensì alla presenza di un fulmine che tempo prima aveva sfiorato la quercia, fortunatamente senza produrre danni come dimostra l'attuale stato vegetativo dell'albero. Ma non è finita qui il comune di Pienza nell'agosto 2017 ha ritenuto opportuno denunciare i volontari per aver eseguito opere di manutenzione ordinaria dell'area, quali pulizia, taglio dell'erba, svuotamento dei cestini, pacciamatura, apporto idrico.  
Importantissimo poi l'evento realizzato alcuni anni fa. Il 5-6 ottobre del 2018 l'Associazione Opera Val d'Orcia  ha organizzato a Siena, in collaborazione con il dipartimento Studi Giuridici dell'Università di Siena, nella prestigiosa sede della Sala del Pellegrinaio del Complesso Museale del Santa Maria delle Scala il Convegno "La tutela dei Monumenti Verdi - Un nuovo approccio ecologico al diritto". Il convegno patrocinato da Ministero per i Beni e le Attività Culturali, Ministero delle Politiche Agrarie, Alimentari, Forestali e del Turismo, Ministero dell'Ambiente e della tutela del territorio e del mare, Soprintendente Soprintendenza Archeologia, Belle Arti e Paesaggio per le Province di Siena, Grosseto e Arezzo, Gigant Trees Foundation, Sportello Europe Direct Unisi, Comune di Siena. Il Convegno ha permesso di sviluppare un'importante dibattito giuridico e scientifico sul tema dei Monumenti Verdi, ottenendo una risonanza internazionale e producendo le linee guida della "Carta di Siena" per la salvaguardia del patrimonio verde d'Italia.